# Zamczysk (powiat białostocki)
Zamczysk – wieś w Polsce, położona w województwie podlaskim, w powiecie białostockim, w gminie Czarna Białostocka.
W latach 1975–1998 wieś administracyjnie należała do województwa białostockiego.
| SIMC    | Nazwa       | Rodzaj  |
| ------- | ----------- | ------- |
| 0025744 | Podzamczysk | kolonia |

Wierni kościoła rzymskokatolickiego należą do parafii Niepokalanego Serca Najświętszej Maryi Panny w Marianowie.

## Zabytki
- Grodzisko średniowieczne położone na północ od wsi - zbudowano je na morenowym wyniesieniu otoczonym rozlewiskami dwóch strumieni. Grodzisko owalne z wypiętrzonym niewielkim majdanem i masywnym pierścieniem wału. Majdan o powierzchni ok. 4 arów otoczony jest wewnętrzną fosą i pojedynczą linią obwałowań. W części majdanu pozostałości fundamentów niewielkiego budynku. Wokół grodziska znajdują się relikty osady podgrodowej. Obiekt w tradycji ludowej nazywany był m.in. Kosmata Góra. Grodzisko jest wpisane do rejestru zabytków pod numerem C-54 z 2004 roku[8].